# オール讀物推理小説新人賞
オール讀物推理小説新人賞（オールよみものすいりしょうせつしんじんしょう）は、文藝春秋が1962年から2007年まで主催していた公募新人文学賞である。短編の推理小説を募集していた。 1962年に設置された。受賞作発表および掲載は『オール讀物』誌上。受賞者には正賞と、合わせて賞金50万円が与えられる。2008年よりオール讀物新人賞と一本化されることになり、第46回をもって終了した。

## 受賞作一覧
矢印の右側は、受賞作を収録した短編集（文庫化等については示していない）。

### 第1回から第10回
- 第1回（1962年） 高原弘吉 「あるスカウトの死」
- 第2回（1963年） 西村京太郎 「歪んだ朝」→『華やかな殺意』2000.10 徳間書店トクマ・ノベルズ、野上竜 「凶徒」
- 第3回（1964年） 柳川明彦 「狂った背景」
- 第4回（1965年） 受賞作なし
- 第5回（1966年） 受賞作なし
- 第6回（1967年） 受賞作なし
- 第7回（1968年） 伍東和郎 「地蟲」
- 第8回（1969年） 加藤薫 「アルプスに死す」
- 第9回（1970年） 久丸修 「荒れた粒子」
- 第10回（1971年） 高柳芳夫 「『黒い森（シュヴァルツ・ヴァルド）』の宿」→『ベルリンの柩』1981.9 講談社

### 第11回から第20回
- 第11回（1972年） 木村嘉孝 「密告者」
- 第12回（1973年） 弘田静憲 「金魚を飼う女」、康伸吉（壱岐光生） 「いつも夜」
- 第13回（1974年） 桜田忍（福田洋） 「艶やかな死神」
- 第14回（1975年） 新谷識 「死は誰のもの」→『殺人願望症候群 』1989.3 中央公論社
- 第15回（1976年） 石井竜生 ・井原まなみ「アルハンブラの想い出」、赤川次郎 「幽霊列車」→『幽霊列車』1979 文藝春秋、岡田義之 「四万二千メートルの果てには」
- 第16回（1977年） 島野一 「仁王立ち」、胸宮雪夫 「苦い暦」
- 第17回（1978年） 横田あゆ子 「仲介者の意志」
- 第18回（1979年） 浅利佳一郎 「いつの間にか・写し絵」→『いつの間にか・写し絵』1989.2 勁文社ケイブンシャ文庫
- 第19回（1980年） もりたなるお 「真贋の構図」→『真贋の構図』1986.1 文藝春秋、逢坂剛 「屠殺者よグラナダに死ね」(その後、｢暗殺者グラナダに死す｣に改題)→『赤い熱気球』1982.6、双葉社フタバノベルズ
- 第20回（1981年） 本岡類 「歪んだ駒跡」、清沢晃 「刈谷得三郎の私事」

### 第21回から第30回
- 第21回（1982年） 受賞作なし
- 第22回（1983年） 小杉健治 「原島弁護士の処置」（その後、「原島弁護士の愛と悲しみ」に改題）→『原島弁護士の愛と悲しみ』1986.1 文藝春秋
- 第23回（1984年） 受賞作なし
- 第24回（1985年） 荒馬間 「新・執行猶予考」
- 第25回（1986年） 浅川純 「世紀末をよろしく」
- 第26回（1987年） 宮部みゆき 「我らが隣人の犯罪」→『我らが隣人の犯罪』1990.1 文藝春秋、長尾由多加 「庭の薔薇の紅い花びらの下」
- 第27回（1988年） 受賞作なし
- 第28回（1989年） 受賞作なし
- 第29回（1990年） 中野良浩 「小田原の織社」、佐竹一彦 「わが羊に草を与えよ」
- 第30回（1991年） 小林仁美 「ひっそりとして、残酷な死」

### 第31回から第40回
- 第31回（1992年） 青山瞑 「帰らざる旅」
- 第32回（1993年） 小松光宏 「すべて売り物」
- 第33回（1994年） 伊野上裕伸 「赤い血の流れの果て」
- 第34回（1995年） 柏田道夫 「二万三千日の幽霊」
- 第35回（1996年） 税所隆介 「かえるの子」
- 第36回（1997年） 石田衣良 「池袋ウエストゲートパーク」→『池袋ウエストゲートパーク』1998.9 文藝春秋、南島砂江子 「道連れ」→『疑惑』2005.9 碧天舎
- 第37回（1998年） 海月ルイ 「逃げ水の見える日」、明野照葉 「雨女（うめ）」→『澪つくし』2006.5 文藝春秋
- 第38回（1999年） 北重人 「超高層に懸かる月と、骨と」
- 第39回（2000年） 大谷裕三 「告白の連鎖」、 清水芽美子 「ステージ」
- 第40回（2001年） 岡本真 「警鈴」

### 第41回から第46回
- 第41回（2002年） 朱川湊人 「フクロウ男」→『都市伝説セピア』2003.9 文藝春秋
- 第42回（2003年） 門井慶喜 「キッドナッパーズ」
- 第43回（2004年） 吉永南央 「紅雲町のお草」→『紅雲町ものがたり』2008.1 文藝春秋
- 第44回（2005年） 祐光正 「幻景淺草色付不良少年團（あさくさカラー・ギャング）」→『浅草色つき不良少年団』2007.5 文藝春秋
- 第45回（2006年） 牧村一人 「俺と雌猫のレクイエム」
- 第46回（2007年） 向井路琉 「白い鬼」

第46回をもって終了となった。

## 歴代選考委員
- 第1 - 2回 有馬頼義、高木彬光、十返肇、松本清張、水上勉
- 第3 - 4回 有馬頼義、高木彬光、南條範夫、松本清張、水上勉
- 第5 - 8回 有馬頼義、黒岩重吾、高木彬光、南條範夫、松本清張
- 第9回 有馬頼義、黒岩重吾、高木彬光、松本清張、結城昌治
- 第10 - 12回 黒岩重吾、佐野洋、陳舜臣、戸川昌子、結城昌治
- 第13 - 14回 生島治郎、黒岩重吾、陳舜臣、戸川昌子、結城昌治
- 第15 - 16回 生島治郎、菊村到、笹沢左保、戸板康二、南條範夫
- 第17 - 21回 菊村到、陳舜臣、戸板康二、夏樹静子、半村良
- 第22 - 23回 菊村到、陳舜臣、都筑道夫、夏樹静子、半村良
- 第24 - 26回 菊村到、陳舜臣、都筑道夫、夏樹静子、森村誠一
- 第27 - 29回 菊村到、都筑道夫、夏樹静子、森村誠一
- 第30 - 33回 都筑道夫、夏樹静子、森村誠一、逢坂剛
- 第34 - 38回 逢坂剛、大沢在昌、高橋克彦、西木正明
- 第39 - 42回 大沢在昌、高橋克彦、西木正明、宮部みゆき
- 第43回 高橋克彦、藤田宜永、藤原伊織、宮部みゆき
- 第44 - 46回 石田衣良、高橋克彦、藤田宜永、藤原伊織

## 受賞作アンソロジー
- 殺意の断層 『オール讀物』推理小説新人賞傑作選 （1984年11月、文春文庫）ISBN 4-16-721708-2
  - 高原弘吉（第1回）、西村京太郎（第2回）、加藤薫（第8回）、久丸修（第9回）、桜田忍（福田洋）（第13回）、新谷識（第14回）、石井竜生・井原まなみ（第15回）、逢坂剛（第19回）、清沢晃（第20回）の受賞作を収録
- 疑惑の構図 『オール讀物』推理小説新人賞傑作選 （1984年11月、文春文庫）ISBN 4-16-721709-0
  - 高柳芳夫（第10回）、弘田静憲（第12回）、康伸吉（壱岐光生）（第12回）、岡田義之（第15回）、赤川次郎（第15回）、胸宮雪夫（第16回）、横田あゆ子（第17回）、もりたなるお（第19回）、本岡類（第20回）、小杉健治（第22回）の受賞作を収録
- 逆転の瞬間 『オール讀物』推理小説新人賞傑作選3 （1998年6月、文春文庫）ISBN 4-16-721767-8
  - 荒馬間（第24回）、浅川純（第25回）、宮部みゆき（第26回）、長尾由多加（第26回）、中野良浩（第29回）、佐竹一彦（第29回）の受賞作を収録
- 甘美なる復讐 『オール讀物』推理小説新人賞傑作選4 （1998年8月、文春文庫）ISBN 4-16-721768-6
  - 小林仁美（第30回）、青山瞑（第31回）、小松光宏（第32回）、伊野上裕伸（第33回）、柏田道夫（第34回）、税所隆介（第35回）の受賞作を収録